# Musikjahr 1404
Liste der Musikjahre

◄◄ |  ◄ | 1400 | 1401 | 1402 | 1403 | Musikjahr 1404 | 1405 | 1406 | 1407 | 1408 | ► | ►►

Weitere Ereignisse
Dieser Artikel behandelt das Musikjahr 1404.

## Ereignisse

### Herzogtum Burgund
- Zum Zeitpunkt des Todes von Philipp II. umfasst dessen burgundische Hofkapelle 28 Personen und ist damit größer als die Kapelle Clemens VII. in Avignon und größer als die Kapelle des Königs von Frankreich Karl VI. Danach treten viele der Sänger in die Dienste von Jean de Valois, duc de Berry, darunter der französische Komponist Jean Charité.[1]

### Italienische Staaten

#### Florenz
- Kardinal Angelo Acciaiuoli erhält von der Abtei San Martino al Pino bei Arezzo und dessen Abt Paolo da Firenze ein prächtig verziertes Missale zum Geschenk.[2]

#### Kirchenstaat
- Der französische Komponist Bosquet ist bis zum 12. Dezember Sänger in der Kapelle von Benedikt XIII. in Avignon.[3]
- Franciscus de Goano, Kaplan des päpstlichen Chors von Benedikt XIII. in Avignon, stirbt.[4]

#### Padua
- 21. Juni: Johannes Ciconia erhält ein Benefiziat in Megliadino San Fidenzio.[5]
- Der italienische Musiktheoretiker Prosdocimus de Beldemandis schreibt in Padua sein Expositiones tractatus pratice cantus mensurabilis Johannis de Muris.[6]

### Königreich Frankreich
- Jean Charlier de Gerson wird die Verantwortlichkeit über die Chorschule von Notre-Dame de Paris übertragen.[7]

## Kompositionen und Schriften
- Eberhard von Cersne aus Minden benutzt in seiner Schrift Minneregal den Begriff Clavichord.[8]
- Prosdocimus de Beldemandis – Expositiones tractatus pratice cantus mensurabilis Johannis de Muris[6]

## Geboren
- 14. Februar: Leon Battista Alberti, italienischer Humanist, Schriftsteller, Mathematiker, Architekt, Kunst- und Architekturtheoretiker († 1472)[9]